# رافاييل بينيدا بونس
رافاييل بينيدا بونس (بالإسبانية: Rafael Pineda Ponce)‏ هو سياسي هندوراسي، ولد في 18 أغسطس 1930 في هندوراس، وتوفي في 24 يناير 2014 في تيغوسيغالبا في هندوراس. حزبياً، نشط في الحزب الليبرالي الهندوراسي. وقد انتخب نائب في المؤتمر الوطني في هندوراس.